# Treales
Treales – przysiółek w Anglii, w Lancashire. Leży 13,8 km od miasta Blackpool, 29,1 km od miasta Lancaster i 314,6 km od Londynu. Treales jest wspomniana w Domesday Book (1086) jako Treules.